# كيارافالي
 كيارافالي هي بلدية في مقاطعة أنكونا في منطقة ماركي الإيطالية، وتقع على بعد حوالي 15 كيلومترٌا (9 ميل) غرب أنكونا. اعتبارا من 31 ديسمبر 2004، كان عدد سكانها 14397 وتبلغ مساحتها 17.4 كيلومتر مربع (6.7 ميل مربع).